# 岩手県獣医師会
一般社団法人岩手県獣医師会（いわてけんじゅういしかい 英称 Iwate Veterinary Medical Association）は、岩手県の獣医師を会員とする法人。

## 本部所在地
〒020-0021 岩手県盛岡市中央通3-7-24

## 業務内容
- 獣医師会員の学術技能向上のための研修会・講習会事業等の実施
- 岩手県との動物に関する連携事業
- 疾病している野鳥の保護・救護
- 県内各学校で飼われている動物の飼育指導
- 県内各市町村との連携事業
- 狂犬病の予防接種・防止活動